# Финкель, Мойше

Моррис Финкель на афише комической оперетты «Ад и рай» (Генэм ун ганэйдн) в Румынском оперном театре (Romania Opera House), 8 января 1891 года

Мойше (Морис) Финкель (идиш משה פֿינקעל‎‎; около 1850, Кишинёв, Бессарабская губерния — 7 июня 1904, Нью-Джерси) — еврейский актёр и один из самых влиятельных антрепренёров раннего театра на идише.

## Биография

### Ранние годы в России и Румынии

Афиша спектакля «Дина, или гость с того света» Румынского оперного театра (Romania Opera House) по пьесе Й. Латайнера с Моррисом Финкелем, Борисом и Эммой Томашевскими. Нью-Йорк, 1890-е гг.

Мойше Финкель родился и вырос в Кишинёве. В 1876 году под впечатлением от гастролировавших в городе первых еврейских трупп из Румынии увлёкся театром и был принят в труппу Аврума Гольдфадена, основателя современного еврейского театра. Спустя год от труппы Гольдфадена отделился Исрул (более известный как Срулик) Гроднер, который был её главной звездой. Гроднер пригласил Мойше Финкеля с женой (также актрисой) Анеттой Шварц (Финкель) с собой в свою новую компанию в Яссах. У Гроднера супруги работали до конца театрального сезона 1880 года, а в следующем сезоне 1881—1882 года путешествовали с труппой другой звезды раннего еврейского театра Якова Спиваковского (1853—1914) по городкам Бессарабии и южной Малороссии.

Следующий театральный сезон 1882—1883 года Финкель провёл вместе с женой в составе труппы Осипа Лернера (1847—1907) в Одессе, где познакомился с ведущим актёром этой труппы Зейликом Могулеско. К следующему театральному сезону Финкель основал собственную труппу — «Общество еврейских опереточных и драматических артистов под режиссёрством М. Финкеля», с которой 3 мая 1883 года начал гастроли в Ростове-на-Дону. Репертуар труппы был практически идентичен прошлогоднему сезону труппы Лернера. В него вошли пьесы Н. М. Шайкевича (Шомера, 1849—1905) «Сироты» (Ди йесоймим), «Маменькин сынок», «Каторжник» (она же «Волк в овечьей шкуре»), «Демон, или удар за ударом» и его же адаптация гоголевского «Ревизора» под названием «Сам себя надул». Из других авторов исполнялись пьеса «Менахем, сын Израиля» (Менахем бен Исруэл) одесского драматурга Ш. И. Каценеленбогена в адаптации О. М. Лернера, в июньской премьере которой приняли участие Дувид Кесслер и Аба Шейнгольд; популярные оперетты Аврума Гольдфадена «Доктор Альмасадо», «Колдунья» (Ди кишефмахерн), «Бабушка и внучка» (Ди бобэ митн эйникл, с примадонной Розой Фридман), «Суламифь» (Шуламис) и «Фанатик, или Два Куни-Лемла» (Дэр фанатик, одэр ди цвэй Куне-Лэмл(эх) — то есть два простофили); «Агина» Марии Лернер; «Рафаэль Дельмунти» А. Тера; «Уриэль Акоста» Карла Гуцкова в переводе на идиш Осипа Лернера. Специально для Анетты Финкель были поставлены спектакли по пьесе О. Лернера «Дебора» (Двойрэ) и «Жидовка» (А идишке) по адаптированному Лернером либретто Огюстина Эжена Скриба (1791—1861) к опере Жака Фроменталя Галеви (1799—1862) «La Juive» (Еврейка, 1835). 

Афиша спектакля Румынского оперного театра (Romania Opera House) «Дина, или гость с того света» (Динэ, одэр а гаст фун енэр вэлт) по пьесе Иосефа Латайнера. Сверху указано: «Менеджер и режиссёр театра Моррис Финкель». Нью-Йорк, circa 1889

Однако, в сентябре того же 1883 года театральные постановки на «еврейском жаргоне» в России были запрещены постановлением товарища (заместителя) министра внутренних дел генерал-лейтенанта Оржевского и большинство артистов подались в соседнюю Румынию. В Бухаресте Финкель в партнёрстве с Зейликом Могулеско создали совместную труппу, которая стала заниматься главным образом опереттой и музыкальной комедией. Труппа играла в «Жигнице» на улице Негру-Водэ и в летнем саду на Каля Вэкэрешть, в самом центре еврейского района города; регулярно выезжала на гастроли в Яссы, Ботошаны и Галац. С самого начала в ней помимо Могулеско и четы Финкель играли Аба Шейнгольд, Дувид Кесслер и Зейлик Файнман; известный в будущем драматический актёр, совсем молодой тогда Леон Бланк присоединился к труппе на гастролях в Бырладе хористом. Из-за разногласий с Могулеско, Финкель некоторое время управлял труппой сам, но не столь успешно, учитывая то, что именно Могулеско был общепризнанным любимцем публики; уже к новому сезону Могулеско был приглашён вновь. В 1886 году Могулеско посетил Нью-Йорк и в том же году обосновался там вместе с основным составом труппы, включая Финкеля, Кесслера, Файнмана и Бланка.

### В Америке
В Нью-Йорке теперь уже Моррис Финкель продолжил вместе с теперь уже Зигмундом Могулеско руководить труппой последнего, которая первоначально базировалась в Union Theatre. На гребне ошеломляющего успеха Могулеско и Финкель в 1889 году разделились: Могулеско основал «Румынский оперный театр» (Roumanian Opera House) с ориентацией на водевиль и оперетту, в котором до 1891 года работали и теперь уже Дэйвид Кесслер с теперь уже Зигмундом Файнманом; Финкель, который поначалу был менеджером и режиссёром Румынского оперного театра и театра Thalia, вскоре создал собственную компанию — Национальный Театр (The National Theatre) и занялся подбором актёров. Так в середине 1890-х годов именно он переманил из Филадельфии и таким образом открыл для широкой публики Бориса Томашевского (1858—1939), который тотчас стал ведущим артистом Национального театра, а затем и полноправным партнёром Финкеля.

#### Семейная драма
В начале 1890-х годов Финкель развёлся с женой (Анеттой Шварц), которая впоследствии вернулась в Румынию, и в 1893 году познакомился и завязал роман с шестнадцатилетней сестрой Бориса Томашевского Эммой, которая тогда пела в хоре Национального театра. Борис Томашевский в своих изданных много позднее, в 1937 году, мемуарах — вероятно несколько преувеличивая — вспоминает, что перед одним из представлений он вывел на сцену свою младшую сестру и заставил её пообещать перед переполненным залом, что дальнейшего продолжения её романа со старшим по возрасту Финкелем не будет. Публично униженная перед двухтысячной аудиторией Эмма поклялась как полагается и через несколько дней сбежала с Финкелем в Филадельфию, где они расписались и создали семью. Национальный театр целиком достался Томашевскому.
Финкели жили в Филадельфии до конца 1890-х годов, работали в местном еврейском театре. По возвращении в Нью-Йорк Финкель вместе с другой звездой еврейской сцены Яковом Адлером (1855—1926) всё на том же манхэттенском нижнем Истсайде занялся строительством Гранд Театра (Grand Theatre в районе Боуэри на Грэнд Стрит) — первого специально построенного еврейского театра в стране. Гранд Театр открылся в 1903 году, и в том же году началась судебная тяжба между Адлером и Финкелем о судьбе управления труппой. К концу года суд решил этот вопрос в пользу Адлера, который получил всю долю Финкеля и последний остался совершенно не у дел. Более того, совсем ухудшив положение Адлер, несмотря ни на что, пригласил Эмму Финкель в Гранд Театр на следующий сезон 1904—1905 года и она это предложение приняла. В театральных кругах стали распространяться слухи о её любовном романе с другим артистом труппы Дэйвидом Левинсоном и о том, что Финкель якобы нанял частного детектива для слежки за своей неверной женой. По некоторым данным, в середине 1904 года Эмма даже подала на развод с Финкелем. Как бы то ни было, 7 июня 1904 года в летнем театральном пансионате в штате Нью-Джерси Морис Финкель пытался застрелить сидящую на скамейке в парке вместе с Левинсоном Эмму, после чего там же покончил с собой. Эмма, с повреждённым пулей позвоночником, осталась на оставшуюся жизнь прикованной к креслу-коляске и умерла пятидесяти двух лет в 1929 году. Развернувшаяся столь стремительно трагедия потрясла театральный мир города и не сходила с первых полос нью-йоркских газет на протяжении всей недели вплоть до 15 июня того же года, когда была наконец вытеснена пожаром на пароходе Генерал Слоукам, унёсшим более тысячи жизней.

## Семья
- Сын Финкеля от первого брака с актрисой Анеттой Шварц Эйб Финкель (Abem Finkel, 6 декабря 1889 — 10 марта 1948) работал постановщиком в бродвейских театрах, а позже стал известным голливудским киносценаристом. Ему принадлежат сценарии к кинофильмам «Обманщик» (The Deceiver, 1931, написан совместно с Беллой Финкель-Муни; с Ллойдом Хьюзом, 1897—1958, Дороти Себастиан, 1903—1957, Иеном Китом, 1899—1960, Натали Мурхед, 1898—1992, и Ричардом Такером, 1884—1942, в главных ролях), «Жена врага народа» (Public Enemy’s Wife, 1936, с Пэтом О’Брайеном), «Агент особого назначения» (Special agent, 1937, с Бетт Дейвис), «Сержант Мерфи» (Seargent Murphy, 1938, с Рональдом Рейганом в главной роли), «Jezebel» (1938, с Бетт Дейвис и Генри Фонда), «Окно в двести фунтов» (Two Hundred Pound Window, 1944, с Энн Кроуфорд), а также «Привет, Нелли» (Hi, Nellie, 1934) и «Чёрная ярость» (Black Fury, 1935) с его свояком Полом Муни в главных ролях, и к другим картинам. В 1941 году номинирован на премию американской киноакадемии (Оскар) за сценарий к фильму «Сержант Йорк» (Sergeant York с Гэри Купером, проиграл картине «Гражданин Кейн» — Citizen Kane).

Дочери Финкеля от второго брака с актрисой Эммой Томашевской пошли по стопам отца и стали актрисами еврейского театра:
- Люси Финкель в 1920—1930-е годы была восходящей звездой Еврейского Художественного театра (Yiddish Art Theatre) под управлением актёра Мориса Шварца (1890—1960), играла в спектаклях по пьесе Хаима Эренрайха (1900—1970) «Дети Израиля» (Исроэлс киндэр), оперетте Йосефа Румшинского (1881—1956) «Золотая невеста» (Ди голдэнэ калэ, 1923, с звездой тех лет Михл Михалеско, 1885—1957) и других вплоть до преждевременной кончины от лейкоза в возрасте чуть старше 40 лет. В 1920-е годы она записала несколько театральных песен для лейбла Victor с Уильямом Робином и Михл Михалеско.
- Белла Финкель (в замужестве Вайзенфрайнд, затем Муни, 8 февраля 1898 — 10 октября 1971) играла на сцене Театра Кесслера на Второй авеню. Там, на спектакле по пьесе Шолом-Алейхема «Трудно быть евреем» (Швэр цу зайн а ид) она познакомилась с другим начинающим еврейским актёром из Галиции Муни (или Мешилем-Меером) Вайзенфрайндом (1895—1967), с которым расписалась 8 мая 1921 года и прожила в браке до конца жизни. Оба продолжили играть в Irving Place Theater, Еврейском Художественном театре Мориса Шварца и Народном театре (People’s Theatre) на Второй авеню Манхэттена, и параллельно в англоязычных постановках на Бродвее. Из постановок с их участием в Irving Place Theater известны «Святой тиран» (Дэр hэйликер тиран, 1923) по пьесе Гарри Саклера (1883—1974) и «Ой, ой, эта любовь!» (Ой, ой, ди либэ!, дебютировала 20 декабря 1923 года) Нохым-Меер Шайкевича (Шомер, 1849—1905). В 1929 году Белла с мужем покинули еврейскую сцену и перебрались в Лос-Анджелес (поселились в Беверли-Хиллз), где Муни Вайзенфрайнд подписал контракт с Fox Studios и вскоре превратился в Пола Муни — одну из главных звёзд Голливуда. Совместно с братом написала сценарий к кинокартине «Обманщик» (The Deceiver, 1931).

## Разное
Совпадение или нет, но много лет спустя после семейной трагедии Финкелей, племянник Эммы Томашевской-Финкель, сын её брата — знаменитого актёра Бориса Томашевского — бруклинский отоларинголог Милтон Томашевский был парализован в результате огнестрельного ранения спинного мозга, нанесённого ему прямо в медицинском кабинете бывшей любовницей.

## Фотогалерея
- Афиша театра «Виндзор» (менеджеры Финкель и Томашевский), 1890-е гг.
- Афиша спектакля «Серебряная свадьба» в театре «Талия» (режиссёр и менеджер М. Финкель), 1890-е гг.
- Афиша спектакля «Ад и рай» в Румынском оперном театре 8 января 1891 года, Финкель указан как менеджер сцены и режиссёр
- Афиша театра Адлера (М. Финкель указан как менеджер и режиссёр), 1890-е гг.
- Афиша театра Талия (М. Финкель указан как менеджер и режиссёр)